# Pohlia zierii
Pohlia zierii là một loài rêu trong họ Bryaceae. Loài này được Dicks. ex Hedw. Schwägr. mô tả khoa học đầu tiên năm 1830.